# Marcos Vicente dos Santos
Marcos Vicente dos Santos (Biguaçu, Brasil, 29 de septiembre de 1981) más conocido como Marquinhos, es un futbolista brasileño. Juega de centrocampista y su equipo actual es el Avaí.

## Clubes
| Club             | País   | Año        |
| ---------------- | ------ | ---------- |
| Avaí             | Brasil | 1999-2000  |
| Bayer Leverkusen | Alemán | 2000-2002  |
| Flamengo         | Brasil | 2002-2003  |
| Paraná           | Brasil | 2003- 2004 |
| São Paulo        | Brasil | 2004- 2005 |
| Avaí             | Brasil | 2006- 2007 |
| Santa Cruz       | Brasil | 2007- 2007 |
| Atlético Mineiro | Brasil | 2007- 2008 |
| Avaí             | Brasil | 2008- 2009 |
| Santos           | Brasil | 2010-2011  |
| Gremio           | Brasil | 2011- 2012 |
| Avaí             | Brasil | 2013-      |

## Títulos
- 1 Campeonato Catarinense (Avaí, 2009)
- 1 Campeonato Paulista (Santos, 2010)